# Bliss (Muse)
Bliss è un singolo del gruppo musicale britannico Muse, pubblicato il 20 agosto 2001 come terzo estratto dal secondo album in studio Origin of Symmetry.

## Descrizione
Seconda traccia di Origin of Symmetry, Bliss si apre e si conclude con un arpeggio di pianoforte, con il resto del brano dominato dal basso e dal sintetizzatore. Secondo il frontman Matthew Bellamy, che lo ritiene il suo preferito della discografia dei Muse, il testo rappresenta il miglior stato mentale che una persona può avere:
La versione contenuta nelle varie edizioni del singolo presenta un finale esteso di arpeggi e di sintetizzatori.

## Video musicale
Il videoclip, diretto da David Slade e lavorato attraverso la tecnica delle miniature, mostra Bellamy gettarsi in caduta libera da un trampolino in un enorme buco all'interno di un gigante macchinario, al centro di una città futuristica. Per tutta la durata del video, Bellamy precipita e viene visto dagli altri due membri del gruppo. La sua caduta simula una deriva nello spazio e continua ad accelerare fino a quando giunge al bordo dell'universo, dove si dissolve al contatto con l'atmosfera.
Slade affermò che Bellamy recitò per la maggior parte delle riprese appeso a dei fili e lo ha definito sadomasochista essendosi procurato diversi lividi nei due giorni di riprese, traumi che sono guariti in tre settimane. Oltretutto, durante la lavorazione, il leader del gruppo ha anche vomitato diverse volte.

## Tracce
CD promozionale (Francia, Regno Unito)
1. Bliss (Radio Edit) – 3:49

CD promozionale (Germania)
1. Bliss (Radio Edit) – 3:49
2. Bliss (Full Length Version) – 4:36

CD singolo (Benelux)
1. Bliss – 4:36
2. The Gallery – 3:32

CD singolo – parte 1 (Regno Unito)
1. Bliss – 4:36
2. The Gallery – 3:32
3. Screenager (Live) – 4:01
4. Bliss (The Video) – 4:28

CD singolo – parte 2 (Regno Unito)
1. Bliss – 4:36
2. Hyper Chondriac Music – 5:30
3. New Born (Live) – 5:59

CD maxi-singolo (Benelux)
1. Bliss – 4:36
2. Screenager (Live) – 4:01
3. New Born (Live) – 5:59
4. Bliss (The Video) – 4:28

CD maxi-singolo (Europa)
1. Bliss – 4:36
2. The Gallery – 3:32
3. Screenager (Live) – 4:01
4. Hyper Chondriac Music – 5:30
5. New Born (Live) – 5:59

CD maxi-singolo (Grecia)
1. Bliss – 4:36
2. The Gallery – 3:32
3. Screenager (Live) – 4:01
4. Hyper Chondriac Music – 5:30
5. New Born (Live) – 5:59
6. Bliss (The Video) – 4:28

DVD (Regno Unito)
1. Bliss (DVD audio) – 4:36
2. The Making of Bliss – 4:36

7" (Regno Unito)
- Lato A

1. Bliss – 4:36

- Lato B

1. Hyper Chondriac Music – 5:30

Download digitale
1. Bliss – 4:38
2. The Gallery – 3:30
3. Screenager (Live) – 4:02
4. Hyper Chondriac Music – 5:29
5. New Born (Live) – 5:57

## Formazione
Gruppo
- Matthew Bellamy – voce, chitarra, tastiere varie, arrangiamento strumenti ad arco
- Chris Wolstenholme – basso, cori, vibrafono
- Dominic Howard – batteria, percussioni varie

Altri musicisti
- Sara Herbert – violino
- Jacqueline Norrie – violino
- Clare Finnmore – viola
- Caroline Lavelle – violoncello

Produzione
- David Bottrill – produzione, ingegneria del suono
- Muse – produzione, missaggio
- Steve Cooper – ingegneria del suono aggiuntiva
- John Cornfield – missaggio
- Ray Staff – mastering
- Safta Jaffery – produzione esecutiva
- Dennis Smith – produzione esecutiva

## Classifiche
| Classifica (2001)          | Posizione massima |
| -------------------------- | ----------------- |
| Francia                    | 87                |
| Paesi Bassi                | 70                |
| Regno Unito                | 22                |
| Regno Unito (rock & metal) | 2                 |